# Ф'юквей-Варіна (Північна Кароліна)
Ф'юквей-Варіна (англ. Fuquay-Varina) — місто (англ. town) в США, в окрузі Вейк штату Північна Кароліна. Населення — 34 152 особи (2020). Ф'юквей-Варіна розташоване у 30 хвилинах їзди від міста Ралі, столиці Північної Кароліни.

## Географія
Ф'юквей-Варіна розташований за координатами 35°35′39″ пн. ш. 78°46′57″ зх. д. / 35.59417° пн. ш. 78.78250° зх. д. (35.594237, -78.782444).  За даними Бюро перепису населення США в 2010 році місто мало площу 31,48 км², з яких 31,31 км² — суходіл та 0,16 км² — водойми. В 2017 році площа становила 34,28 км², з яких 34,14 км² — суходіл та 0,14 км² — водойми.

## Демографія
Згідно з переписом 2010 року, у місті мешкало 17 937 осіб у 6692 домогосподарствах у складі 4857 родин. Густота населення становила 570 осіб/км².  Було 7325 помешкань (233/км²).
Расовий склад населення:
| - 72,3 % — білих - 19,7 % — чорних або афроамериканців - 2,0 % — азіатів - 0,6 % — корінних американців - 2,6 % — осіб інших рас |

До двох чи більше рас належало 2,7 %. Частка іспаномовних становила 9,7 % від усіх жителів.
За віковим діапазоном населення розподілялося таким чином: 30,0 % — особи молодші 18 років, 58,8 % — особи у віці 18—64 років, 11,2 % — особи у віці 65 років та старші. Медіана віку мешканця становила 34,2 року. На 100 осіб жіночої статі у місті припадало 89,8 чоловіків;  на 100 жінок у віці від 18 років та старших — 83,9 чоловіків також старших 18 років.
Середній дохід на одне домашнє господарство  становив 74 917 доларів США (медіана — 64 846), а середній дохід на одну сім'ю — 83 331 долар (медіана — 72 543). Медіана доходів становила 49 450 доларів для чоловіків та 45 365 доларів для жінок. За межею бідності перебувало 11,3 % осіб, у тому числі 14,9 % дітей у віці до 18 років та 6,6 % осіб у віці 65 років та старших.
Цивільне працевлаштоване населення становило 10 155 осіб. Основні галузі зайнятості: освіта, охорона здоров'я та соціальна допомога — 19,8 %, науковці, спеціалісти, менеджери — 14,9 %, мистецтво, розваги та відпочинок — 13,2 %, роздрібна торгівля — 12,2 %.